# 千尋の滝 (奈良県)
千尋の滝（せんひろのたき）は、奈良県吉野郡上北山村にある滝。なお、上北山村のパンフレットでは「千尋滝」と表記されている。

## 地理
国道425号の備後橋から約1.5kmほど上流に入ったツキ谷に位置する。落差は約85メートル。